# Tomáš Vlček
Tomáš Vlček (* 9. ledna 1941 České Budějovice) je historik umění se zaměřením na moderní umění a jeho vztahy s literaturou, galerijní pracovník a vysokoškolský pedagog.

## Život
V letech 1954–1958 absolvoval Střední průmyslovou školu keramickou v Bechyni. V letech 1958–1962 byl malířem dekorací v Jihočeském divadle v Českých Budějovicích. Od roku 1962 studoval dějiny umění na Filozofické fakultě Univerzity Karlovy v Praze (prof. Jaroslav Pešina a Petr Wittlich). Studia zakončil obhajobou diplomové práce Abstraktní tvorba Viktora Preissiga (1968, PhDr 1970).
Byl zaměstnán jako odborný pracovník Památníku národního písemnictví (1967–1969). Od roku 1969 byl odborným a vědeckým pracovníkem Ústavu pro teorii a dějiny umění ČSAV (ÚTDU ČSAV, 1988 CSc. ), od roku 1900 do roku 1992 ředitel a předseda vědecké rady ÚTDU ČSAV, předseda Kolegia věd o umění AV ČR. Roku 1989 byl hostujícím profesorem Pensylvánské univerzity ve Filadelfii ve státě Pensylvánie v USA.
V letech 1994-1996 byl vedoucím Katedry dějin a filozofie umění na Středoevropské univerzitě v Praze, 1994-1996 prorektorem. Roku 1998 se habilitoval na Filozofické fakultě UP v Olomouci. 1997-1999 byl ředitelem Pražského kolegia umění, architektury a kulturní ekologie, roku 2000 pedagogem na Literární akademii J. Škvoreckého v Praze, na Filozofické fakultě UK a na Fakultě humanitních studií UK v Praze. V letech 2001-2011 byl ředitelem Sbírky moderního a současného umění Národní galerie v Praze. Od roku 2009 profesor pro obor Výtvarná výchova – teorie a tvorba na fakultě užitého umění a designu UJEP v Ústí nad Labem, vedoucí Katedry dějin umění a architektury Fakulty architektury Technické univerzity v Liberci.
Studijní cesty a pobyty: 1980-1990 Velká Británie, USA, Německo, Rakousko, 1993 Francie, Španělsko, 1996 USA, 1998-2000 Švýcarsko (Geschichte und Theorie der Architektur, ETH Curych)

## Dílo
Od roku 1968 podrobně mapoval dílo Vojtěcha Preissiga. Zachránil i některá Preissigova díla, která skončila ve Sběrných surovinách. V 60. letech získal přes tisíc různých položek pro Památník národního písemnictví, kde v té době pracoval.
Zabývá se českým užitým uměním z přelomu století, zejména keramikou a sklem období secese, dále malířstvím (J. Schikaneder), plakátem a architekturou (Pavel Janák), je autorem a editorem publikací o českém kubismu. Od 60. let fotografuje a fotograficky dokumentuje své výtvarné intervence v přírodě.
Roku 2007 byl kurátorem česko-slovenského pavilonu na mezinárodní přehlídce výtvarného umění 52. Biennale di Venezia v Itálii.